# Le Vernet (Allier)
Le Vernet is een gemeente in het Franse departement Allier (regio Auvergne-Rhône-Alpes). De plaats maakt deel uit van het arrondissement Vichy. Le Vernet telde op 1 januari 2022 1.914 inwoners.

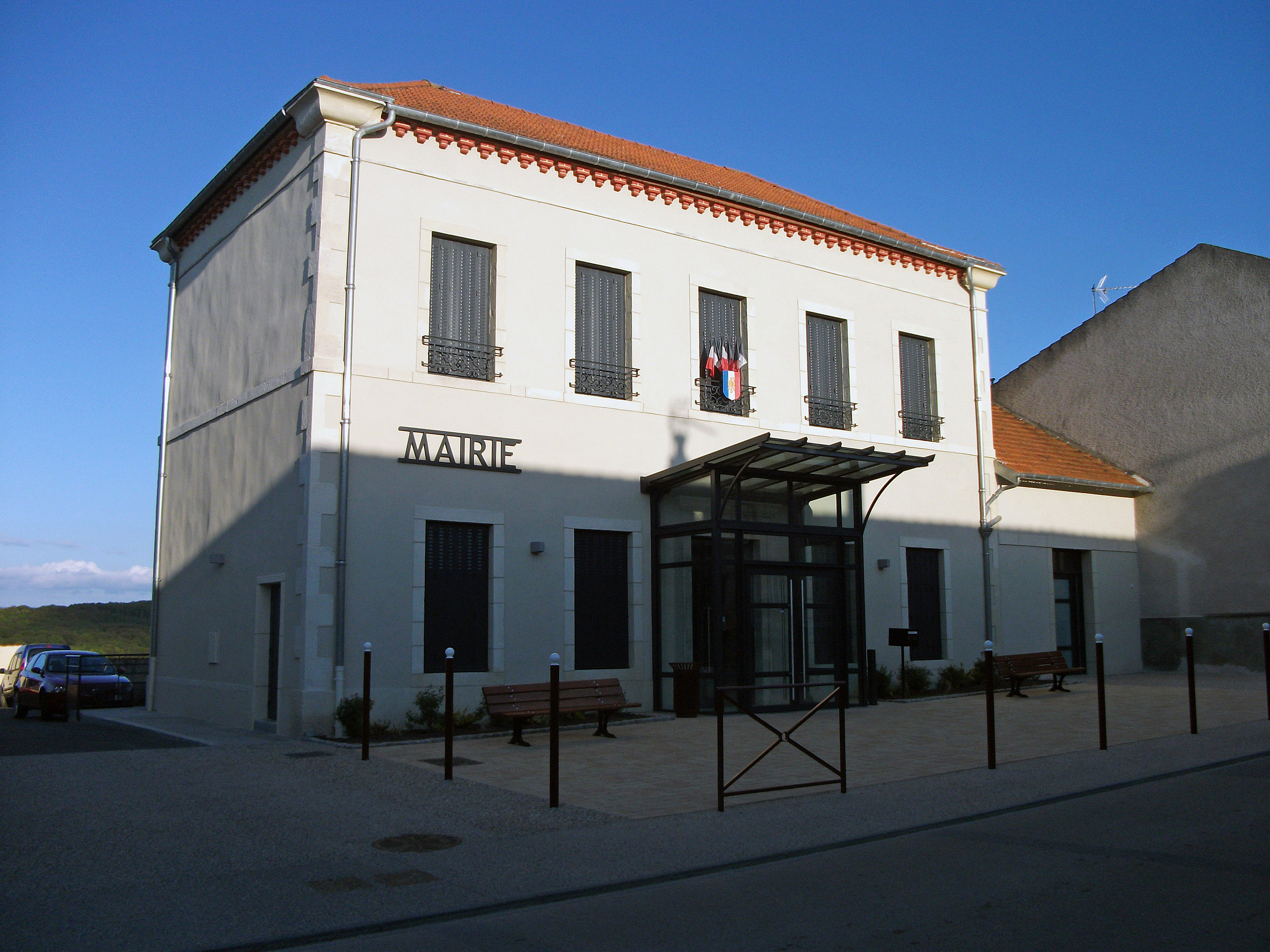
Gemeentehuis
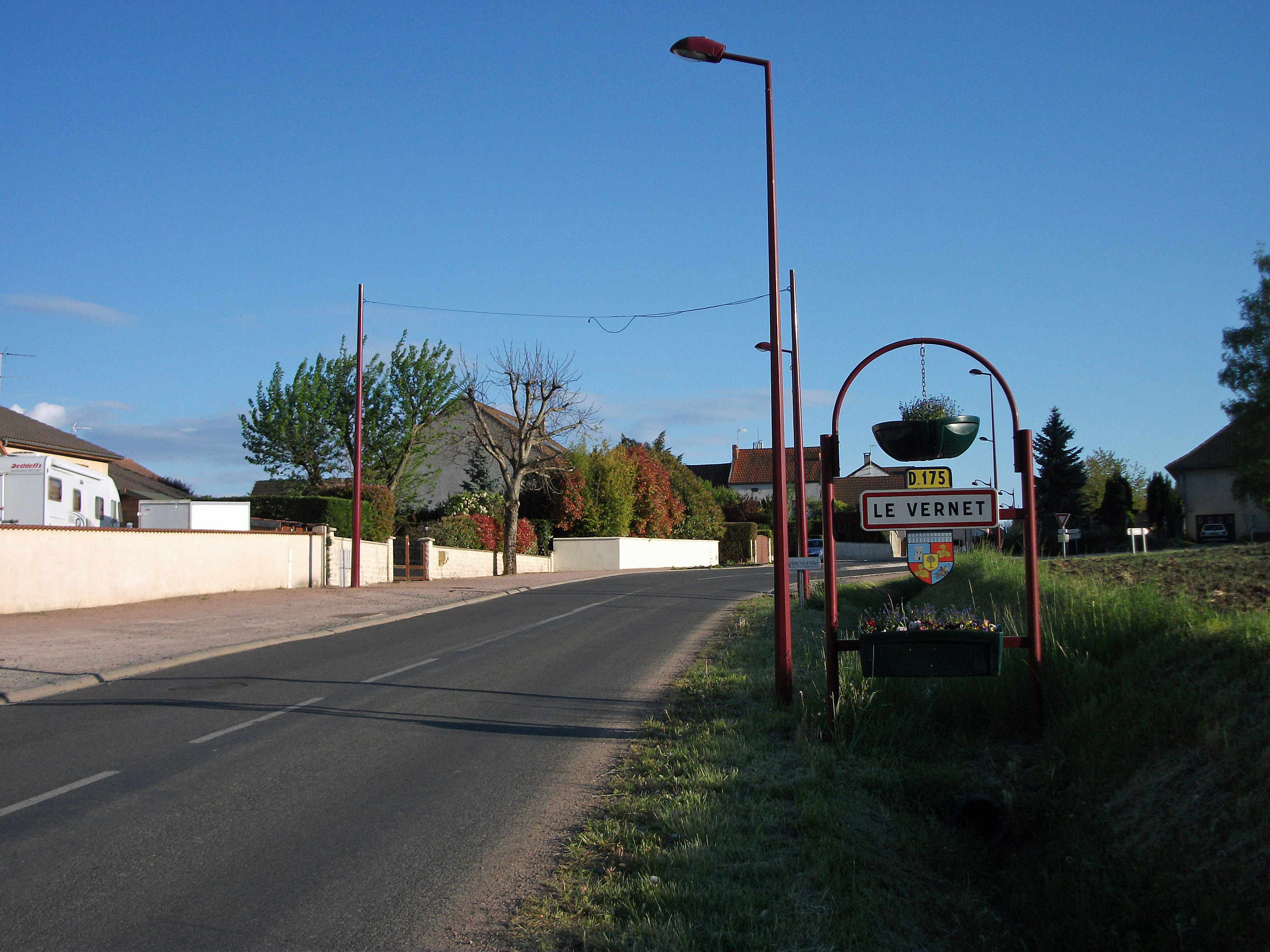
Le Vernet

## Geografie
De oppervlakte van Le Vernet bedroeg op 1 januari 2022 10,07 vierkante kilometer; de bevolkingsdichtheid was toen 190,1 inwoners per km².
De onderstaande kaart toont de ligging van Le Vernet met de belangrijkste infrastructuur en aangrenzende gemeenten.

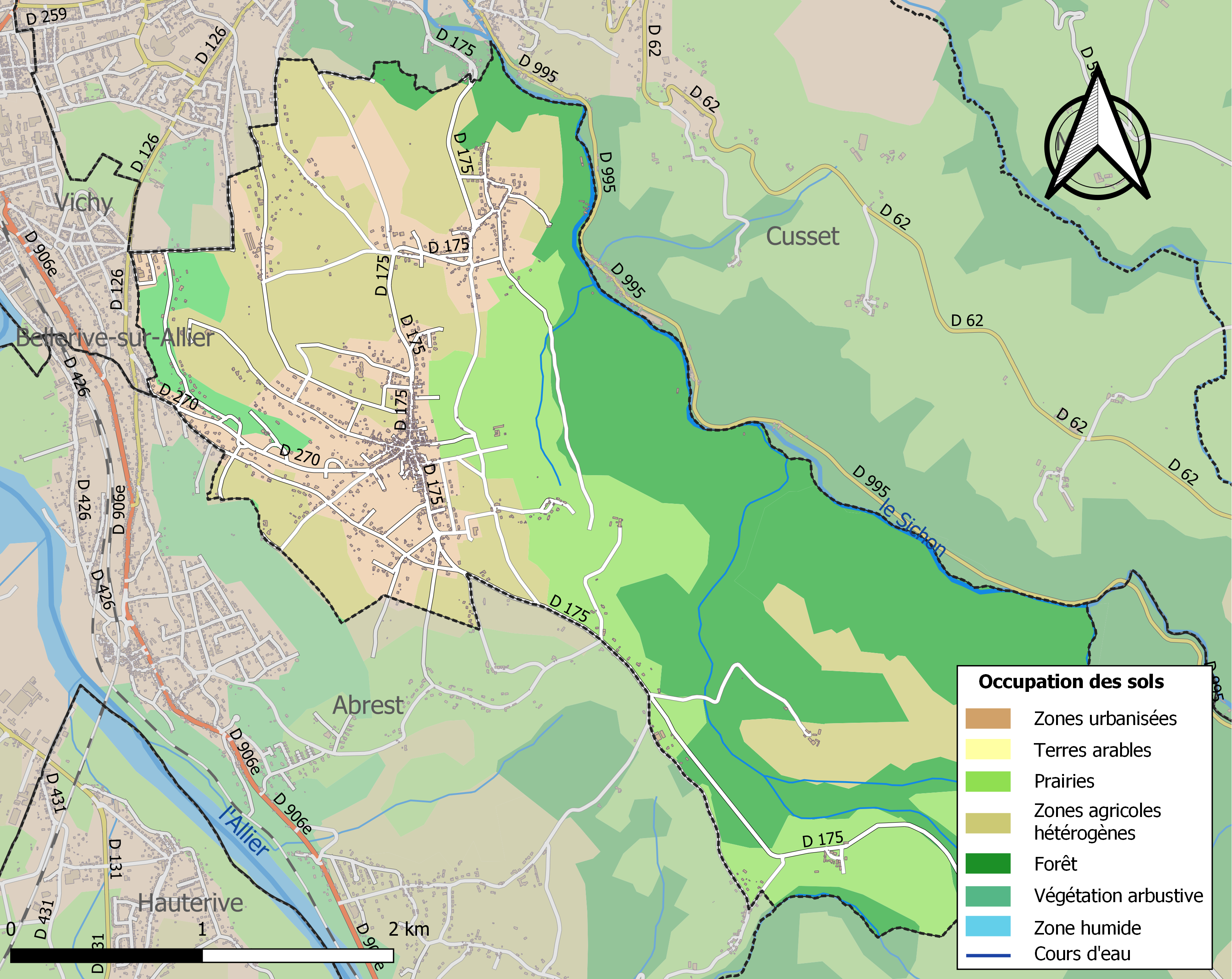

## Demografie
Onderstaande figuur toont het verloop van het inwonertal (bron: INSEE-tellingen).
Vanwege een beveiligingsprobleem met de MediaWiki Graph-software is het momenteel niet mogelijk deze grafiek weer te geven. Zodra de software is bijgewerkt zal de grafiek vanzelf weer zichtbaar worden.